# Związek gmin Dreisamtal
Związek gmin Dreisamtal – związek gmin (niem. Gemeindeverwaltungsverband) w Niemczech, w kraju związkowym Badenia-Wirtembergia, w rejencji Fryburg, w regionie Südlicher Oberrhein, w powiecie Breisgau-Hochschwarzwald. Siedziba związku znajduje się w miejscowości Kirchzarten, przewodniczącym jego jest Georg-Wilhelm von Oppen.
Związek zrzesza cztery gminy wiejskie:
- Buchenbach, 3 195 mieszkańców, 38,99 km²
- Kirchzarten, 9 770 mieszkańców, 21,14 km²
- Oberried, 2 815 mieszkańców, 66,32 km²
- Stegen, 4 311 mieszkańców, 26,32 km²